# دیرش (مالی)
دیرش (به انگلیسی: Duration) سنجه‌ای برای اندازه‌گیری حساسیت قیمت نسبت به تغییر در نرخ بهره اوراق قرضه یا هر گونه ابزار مالی دیگر با درآمد ثابت است. که به صورت سال نشان داده می‌شود. به‌طور مثال یک ورقه قرضه، میانگین وزنی یک دوره تا جریان‌های نقدی ثابت قابل دریافت است. هنگامی که به یک دارایی ثابت به عنوان تابعی از بازدهی ملاحظه می‌شود، دیرش هم حساسیت قیمت را با بازدهی اندازه می‌گیرد. حساسیت قیمت قرضه به تغییرات در بازده، ارتباط معکوس با بازده دارد.
استفاده دوگانه در لغت دیرش، همچنین مدت میانگین وزنی تا بازپرداخت در هنگام درصد تغییر در قیمت، اغلب باعث سردرگمی می‌شود. به عبارت دیگر، بیان دقیق تر میانگین وزنی تا زمان دریافت از جریان‌های نقدی و اندازه‌گیری در طی سال را دیرش مکالی می‌گویند.
حساسیت قیمت و درصد تغییر در قیمت برای یک واحد تغییر در بازدهی را دیرش تعدیل شده گویند. هر دو عبارت سنجش دیرش تقریباً همان مقدار عددی (نزدیک به هم) را دارد، اما مهم است که بدانید اختلاف‌های مفهومی بین آن‌ها وجود دارد. دیرش مکالی یک اندازه زمان با واحدهایی در سال‌ها است و به‌طور واقع فقط یک حساسیت برای یک ابزار با جریان‌های نقد ثابت می‌سازد. برای یک اوراق قرضه استاندارد، دیرش مکالی باید بین صفر و سر رسید اوراق قرضه باشد. فقط اگر اوراق قرضه بدون کوپن باشد در اینصورت دیرش مکالی برابر با سررسید است.
در آن طرف دیگر، دیرش تعدیل شده، یک مشتق یا حساسیت قیمتی است و درصد نرخ از تغییرات قیمت با نسبت به بازده تا سررسید را اندازه‌گیری می‌کند. حساسیت قیمت نسبت به بازده تا سررسید می‌تواند مطلق ضوابط شمرده شود و چنانچه اغلب حساسیت مطلق مدت دلاری، DV01، BPV یا دلتا (∆ یا δ) ریسک مفهوم دیرش تعدیل شده می‌تواند باشد که عملی با ابزار حساسیت نرخ بهره با جریان نقد متغیر و بدین گونه عملی با یک دامته تغییر وسیع تر از ابزار دیرش مکالی می‌تواند باشد.
هر روز که می‌گذرد، این تساوی (یا تقریباً تساوی) از ارزش برای مکالی و دیرش تعدیل شده می‌تواند یک کمک مفید به کشف باشد. برای مثال یک ورقه قرضه کوپن دار ۱۰ ساله استاندارد تا اندازه‌ای دیرش مکالی دارد اما به‌طور چشمگیر کمتر از ده سال نداره و از اینجا می‌توانیم بفهمیم که دیرش تعدیل شده (حساسیت قیمت) هم تا اندازه‌ای اما نه چشمگیر کمتر از ۱۰٪ خواهد بود. به‌طور مثال، یک اوراق قرضه کوپن دار دو ساله تا اندازه‌ای دیرش مکالی کمتر از ۲ سال خواهد داشت، اندازه زیر ۲٪ دیرش تعدیل شده خواهد داشت.
(به‌طور مثال یک قرضه به قیمت اسمی، ۵٪ ده ساله دیرش تعدیل شده ۸/۷٪ دارد هنگامی که یک قرضه به قیمت اسمی ۵٪ دوساله دیرش تعدیل شده ۹/۱٪ دارد).
فردریک مکالی مفهوم سررسید مؤثر قرضه را بیان نموده. دیرش مکالی به صورت میانگین موزون زمان‌های هر یک از کوپن‌های پرداختی و ارزش اسمی قرضه محاسبه می‌شود. ارزش فعلی این جریان‌های نقد به شکل زیر:
{\displaystyle V=\sum _{i=1}^{n}PV_{i}}

## ویژگی‌ها
در کل میان نرخ بهره و بهای اوراق قرضه همبستگی وارونه برقرار است به گونه‌ای که افزایش نرخ‌های بهره به کاهش بهای اوراق قرضه خواهد انجامید و کاهش نرخ بهره به افزایش قیمت اوراق قرضه (یا دیگر ابزارهای مالی با درآمد ثابت). محاسبه دیرش فرایندی پیچیده دارد، چرا که به عامل‌های دیگری چون نرخ بهره، کوپن اوراق، سررسید اوراق، ارزش فعلی و اختیارات اوراق هم بستگی دارد.

## دیرش و ریسک
اوراق قرضه دربرگیرنده دو گونه از ریسک‌هاست: ریسک نرخ بهره و ریسک اعتباری. دیرش محاسبه ریسک نرخ بهره را پوشش می‌دهد. عدد بزرگتر دیرش به معنی آن است که نوسان نرخ بهره بر ارزش فعلی تأثیر بیشتری دارد و از همین روی ریسک نرخ بهره بیشتر خواهد بود.

## دیرش مکالی
دیرش مکالی که از نام فردریک مکالی نظریه‌پرداز این فرایافت گرفته شده است، میانگین موزون سررسید جریان نقد است. این عدد بر پایه فرمول زیر به دست می‌آید.
یک مجموعه جریان نقدی را در نظر بگیرید. ارزش فعلی این جریان نقدی به صورت زیر است:
{\displaystyle V=\sum _{i=1}^{n}PV_{i}}
دیرش مکالی به صورت زیر تعریف می‌شود:
{\displaystyle MacD={\frac {\sum _{i=1}^{n}{t_{i}PV_{i}}}{V}}=\sum _{i=1}^{n}t_{i}{\frac {PVi}{V}}}
که در آن:
- {\displaystyle i}: جریان نقدی
- {\displaystyle PV_{i}}: ارزش فعلی پرداخت نقدی {\displaystyle i}ام یک دارایی
- {\displaystyle t_{i}}: زمان بر حسب سال تا زمانی که پرداخت {\displaystyle i}ام دریافت شود
- {\displaystyle V}: ارزش فعلی همه پرداخت‌های نقدی آتی از این دارایی است

دومین عبارت در قسمت کسر نسبت جریان نقدی PV i به کل PV است. این دوره‌ها به اضافه ۱٫۰ و وزن‌ها برای یک میانگین موزون بازبینی کنید. در کل بدین گونه یک میانگین موزون زمان تا پرداخت‌های جریان نقد نشان داده می‌شود با وزن نسبت به {\displaystyle (PVi)/V} از جریان نقدی i بنا بر ارزش فعلی یک قلم دارایی شروع می‌شود.
برای یک مجموعه از کلیه جریان‌های نقدی ثابت مثبت، میانگین موزون مابین صفر (کمترین زمان) خواهد افتاد که یا دقیقاً بیشتر از t1 (زمان پرداخت اول) و زمان جریان نقدی نهایی. دیرش مکالی وقتی برابر با موعد پرداخت نهایی خواهد بود که اگر و فقط اگر در آن موقع تنها یک پرداخت تکی در موعد پرداخت باشد، آماره‌های جریان نقدی به ترتیب، (t1,... ,tn)، بنابراین:
{\displaystyle t_{1}\leq MacD\leq t_{n},}

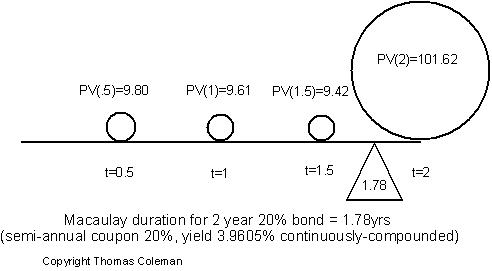
مثالی از دیرش مکالی

با نامساوی‌ها مشکلات شروع می‌شود. مگر اینکه یک جریان نقدی تکی داشته باشد. در مقررات دوره اوراق قرضه استاندارد (جریان‌های نقد که مثبت و ثابت هستند)، این یعنی دیرش مکالی برابر با سررسید اوراق قرضه که فقط برای یک قرضه بدون کوپن خواهد بود.
دیرش مکالی به صورت تفسیر اشکال هندسی در شکل ۱ نشان داده می‌شود.
در این مثال می‌خواهد در مورد اوراق قرضه که سررسید ۲ سال با نرخ کوپن ۲۰٪ و بازده تا سررسید ۵٪ مستمر و مرکب ۹۶۰۵/۳٪ این دایره‌ها ارزش فعلی پرداخت‌ها را نشان می‌دهد.
دریافت پرداخت‌های کوپن کوچکتر که بیشتر در آینده آن‌ها هستند و پرداخت نهایی بزرگ شامل هر دو پرداخت کوپن و بازپرداخت نهایی اصل سرمایه است. اگر این دایره‌ها بخواهند تعادل برقرار کنند، تکیه‌گاه (مرکز تعادل) تراز و میانگین موزون فاصله (زمان پرداخت) را نشان خواهد داد که در این جا ۷۸/۱ می‌باشد.
برای محاسبه عملی، دیرش مکالی محاسبه می‌شود با استفاده از بازده تا سررسید با برآوردن PV i
که در آن
شاخص‌های جریان نقد = i
ارزش فعلی i مین پرداخت نقدی از یک دارایی = PV i
جریان نقد از i مین پرداخت از یک دارایی  = CF i
بازده تا سررسید (مرکب پیوسته) برای یک دارایی = y
زمان بر حسب سال تا زمانی که پرداخت i ام دریافت شود = T i
ارزش فعلی همه پرداخت‌های نقدی آینده از دارایی تا سر رسید = V

### دو قاعده سنجش مکالی
قاعده ۱) دیرش فیشر ویل که از قرضه بدون کوپن قیمت‌ها در نتیجه عوامل تنزیل استفاده می‌کند و
قاعده ۳) از بازده تا سررسید قرضه در محاسبات عوامل تنزیل استفاده می‌کند.

### تفاوت اصلی بین دو دیرش
دیرش فیشر– ویل تصویب می‌کند که احتمال یک تابع بازده شیب دار، با توجه به این که مبنای دوم مبنی بر یک ارزش ثابت از بازدهی y است، نه تفاوت در دوره پرداخت. با استفاده از کامپیوتر شاید هر دو شکل حساب شده باشد اما قاعده (۳) بر فرض یک بازده ثابت، بیشتر و به‌طور کامل استفاده شده‌است زیرا کاربرد دیرش تعدیل شده را دارد.

### دیرش در مقابل دوره میانگین موزون
تشابه این دو ارزش و تعریف‌ها از دیرش مکالی در مقابل دوره میانگین موزون می‌تواند هدف و محاسبات هر دو را به سردرگمی هدایت کند.
به‌طور مثال، یک قرضه با ترخ بهره ثابت ۵ ساله میانگین موزون از ۵ دارد و یک دیرش مکالی که خیلی باید بسته باشد. (اوراق رهنی به‌طور مشابه رفتار می‌کنند)
- تفاوت‌ها مابین این دو به شرح ذیل هستند:
1. دیرش مکالی تنها مقیاس ثابت دوره جریان‌های نقد، عوامل‌های دوره میانگین موزون در کلیه اصول جریان‌های نقد اگر آن‌ها ثابت یا شناور باشند؛ بنابراین برای دوره ثابت رهن Hybrid Arm برای هدف مدل سازی، دوره ثابت کامل از آخرین تاریخ پرداخت ثابت گذشته یا ماه قبل تر از راه‌اندازی مجدد.
2. دیرش مکالی کلیهٔ جریان‌های نقد مربوط به هزینه سرمایه را تنزیل می‌کند که دوره میانگین وزنی تنزیل نمی‌شود.
3. دیرش مکالی از هر دو عامل بهره استفاده می‌کند زمانی که جریان‌های نقد وزن دادند، دوره میانگین وزنی تنها عامل استفاده کردن است.

## دیرش تعدیل شده
در مقایسه با دیرش مکالی، دیرش تعدیل شده (گاهی خلاصه می‌شود MD) یک معیار حساسیت قیمت است، مشتق قیمت قرضه نسبت به تغییرات بازده قرضه، دیرش تعدیل شده‌است.
دیرش تعدیل شده در مواقعی که اوراق قرضه یا سایر دارایی‌ها، نقش بازده تا سررسید دارند به کار گرفته می‌شود.
در این یک مورد می‌توان مشتق لگاریتم را با رابطهٔ بازده تا سررسید اندازه‌گیری نمود.
{\displaystyle ModD(y)\equiv -{\frac {1}{V}}\cdot {\frac {\partial V}{\partial y}}=-{\frac {\partial \ln(V)}{\partial y}}}
بنابراین برای اوراق قرضه با پرداخت ثابت زمانی که بازده به شکل مرکب پیوسته است، دیرش مکالی و دیرش تعدیل شده برابر هستند. ابتدا حالتی از بازده مرکب پیوسته را در نظر بگیرید. اگر ما از قیمت مشتق یا ارزش فعلی بدست آوریم، قاعده (۲) همراه با رابطه بازده مرکب پیوسته که ما آن را y می‌بینیم.
{\displaystyle {\frac {\partial V}{\partial y}}=-\sum _{i=1}^{n}t_{i}\cdot CF_{i}\cdot e^{-y\cdot t_{i}}=-MacD\cdot V,}
به بیان دیگر برای بازده‌های بیان شده مرکب پیوسته:
{\displaystyle ModD=MacD}
که در آن
شاخص‌های جریان نقد = i
زمان بر حسب سال تا زمانی که پرداخت i ام دریافت شود = T i
ارزش فعلی همه پرداخت‌های نقدی آینده از دارایی = V i

### ترکیب تناوبی
در بازارهای مالی معمولاً بازده‌ها بیانگر ترکیب متناوبی (سالانه یا شش‌ماهه گفته می‌شود) به جای مرکب پیوسته هستند. پس در قاعده (۲) داریم:
{\displaystyle V(y_{k})=\sum _{i=1}^{n}PV_{i}=\sum _{i=1}^{n}{\frac {CF_{i}}{(1+y_{k}/k)^{k\cdot t_{i}}}}}
{\displaystyle MacD=\sum _{i=1}^{n}{\frac {t_{i}}{V(y_{k})}}\cdot {\frac {CF_{i}}{(1+y_{k}/k)^{k\cdot t_{i}}}}}
برای پیدا کردن دیرش تعدیل شده، زمانی که ما از ارزش (V) مشتق می‌گیریم رابطهٔ بازده ترکیب متناوبی ما پیدا خواهد شد.
{\displaystyle {\frac {\partial V}{\partial y_{k}}}=-{\frac {1}{(1+y_{k}/k)}}\cdot \sum _{i=1}^{n}t_{i}\cdot {\frac {CF_{i}}{(1+y_{k}/k)^{k\cdot t_{i}}}}=-{\frac {MacD\cdot V(y_{k})}{(1+y_{k}/k)}}}
با جابه‌جا کردن (تقسیم هر دو طرف به(V)) خواهیم داشت:
{\displaystyle {\frac {MacD}{(1+y_{k}/k)}}=-{\frac {1}{V(y_{k})}}\cdot {\frac {\partial V}{\partial y_{k}}}\equiv ModD}
که یک رابطه کاملاً شناخته شده بین دیرش تعدیل شده و دیرش مکالی هست:
{\displaystyle ModD={\frac {MacD}{(1+y_{k}/k)}}}
که در آن
شاخص‌های جریان نقد = i
فراوانی بر حسب سال (۱ برای سالانه، ۲ برای شش‌ماهه، ۱۲ برای ماهیانه، ۵۲ برای هفتگی و غیره) = K
زمان بر حسب سال تا زمانی که پرداخت i ام دریافت شود (مثال، دو سال، شش‌ماهه، باید نشان داده شود با متغیر T i از ۵/۰، ۱، ۵/۱ و ۲) = T i
بازده تا سررسید برای یک دارایی، ترکیب متناوب = y k
ارزش فعلی تمام پرداخت‌های نقدی از دارایی = V
آخرین معادله بالا درک خوبی بین رابطه دیرش مکالی و دیرش تعدیل شده می‌دهد. این را باید به خاطر داشت که اگر چه تساوی دیرش مکالی و دیرش تعدیل شده دارای رابطه نزدیک هستند اما دارای یک مفهوم واضح و خاصی هستند. دیرش مکالی یک میانگین وزنی از زمان تا بازپرداخت است (معیار در واحد از زمان مثل سال‌ها) در حالیکه دیرش تعدیل شده یک معیار حساسیت قیمت است، همانند هنگامی که نرخ پرداخت یک تابع از بازده، در درصد تغییر نرخ با رابطه بازده.